# Ithomia dalmeidai
Ithomia dalmeidai är en fjärilsart som beskrevs av Fox 1941. Ithomia dalmeidai ingår i släktet Ithomia och familjen praktfjärilar. Inga underarter finns listade i Catalogue of Life.